# 馬場雄大
馬場雄大（日语：／ Baba Yudai，1995年11月07日—）為現役日本職業籃球運動員，富山县出身，綽號爸爸（baba)，目前效力於日本B聯賽的长崎维尔卡。

## 職業生涯

### 東京電擊 (2017-2019)
2017年6月30日，馬場雄大加盟日本B聯賽的東京電擊，當賽季與球隊一起奪得隊史第一個B聯賽冠軍頭銜，並且被評選為年度最佳新人。
2018-2019賽季，馬場雄大帶領球隊完成二連霸，並被評選為決賽最有價值球員以及年度最佳第六人。

### 德克薩斯傳奇 (2019-2020)
2019年7月，馬場雄大受到達拉斯獨行俠的邀請參加NBA夏季聯賽。
2019年9月，達拉斯獨行俠旗下的德克薩斯傳奇宣布簽下馬場雄大。在發展聯盟生涯裡，馬場雄大出戰41场，場均出場19.6分鐘，得到6.3分2.5籃板1.3助攻1.0抄截。

### 墨爾本聯 (2020-2021)
2020年7月19日，馬場雄大加盟澳大利亞國家籃球聯盟(NBL)的墨爾本聯，成為NBL歷史上第一個東亞球員。
2021年2月22日，馬場雄大在對陣凱恩斯太攀蛇的比賽中得到NBL生涯最高的17分、4個籃板和3次助攻，而這澳洲聯賽裡亞洲球員的得分紀錄於2021年12月12日被周琦以22分10籃板7蓋帽打破。

### 重返德克薩斯傳奇 (2021-2022)
2021年10月22日，馬場雄大與NBA G聯盟的德克薩斯傳奇簽約，重新回歸。

### 重返墨爾本聯 (2022)
2022年3月23日，馬場雄大與墨爾本聯簽約，參加2021-2022NBL賽季。

### 三度加盟德克薩斯傳奇 (2022-2023)
2022年11月03日，馬場雄大重新回歸達拉斯獨行俠旗下的德克薩斯傳奇，並登錄於開季名單。

### 加盟长崎维尔卡（2023-至今）
2023年9月26日，宣布加盟日本B聯賽的长崎维尔卡。

## 日本國家隊
2019年世界盃籃球賽中，平均繳出9.2分、2.6個籃板，1.4次抄截。而面對美國隊的比賽中，取得18分。

## 外部連結
- 馬場雄大在fiba.basketball（英语）
- 馬場雄大在archive.fiba.com（存檔）（英语）
- 馬場雄大在B聯賽官網（日语）
- 馬場雄大在Basketball-Reference.com（NBA）（英语）
- 馬場雄大在Basketball-Reference.com（NBA G聯盟）（英语）
- 馬場雄大在Basketball-Reference.com（國際）（英语）
- 馬場雄大在Eurobasket.com（球員）（英语）
- 馬場雄大在Proballers（英语）
- 馬場雄大在RealGM（英语）
- 馬場雄大在Olympedia（英语）